# A.S.D. Thermal Teolo
ASD Thermal Teolo là một câu lạc bộ bóng đá Ý có trụ sở tại Teolo, Veneto. Hiện tại nó chơi ở Prima Cargetoria của Ý.

## Lịch sử

### Nhiệt Abano và Teolo
Câu lạc bộ được thành lập vào năm 2005 với tên là Heat Abano ở Abano Terme. Năm 2011, độibbđược đổi tên thành Thermal Abano Teolo sau khi sáp nhập với CSRTeolo.

### Serie D
Trong mùa giải 2012-13 đội đã được thăng hạng lần đầu tiên, từ Eccellenza Veneto / A đến Serie D / D. Vào cuối mùa giải 2014-15 ở Serie D / D, họ đã xuống hạng Eccellenza.

### Thermal Teolo
Vào năm 2015, đội được đổi tên thành Thermal Teolo sau khi khởi hành từ thành phố Abano Terme. Vào cuối mùa giải 2016-17 ở Eccellenza, họ đã xuống hạng Promozione. Trong mùa giải 2017/18, Heat Teolo đã tham gia Promozione. Thật không may, nó chỉ đạt được vị trí cuối cùng, và đã bị rớt xuống Prima Categoria.
Cầu thủ 2018-2019
THỦ MÔN Alessandro Ballin (2000) Francesco Amato (1998)
HẬU VỆ  Nicola Bensi (1997)  Patrick Mbong Nkoudou Bienvenu (1989)  Mattia Minelli (1998)  Matteo Entiani (1998)  Nicolò Gallo (1995)  Leonardo Redrezza (1999)
TIỀN VỆ Davide Barbiero (1998) Nicola Carli (1996) Alberto Bortolato (1998) Stefano Parpajola (1998) Leonardo Portalone (1998) Andrea Aldino Colbachini (2000)
Lorenzo Rampazzo (1999) Mattia Garofolin (1992) Marco Michelotto (1998) Francesco Picconi (1996)
TIỀN ĐẠO Matteo Garon (1998) Federico Falcetti (1990) Dario Ragana (1999) Kingsley Umunegbu (1989) Alessio Cianini (1996)

## Màu sắc và huy hiệu
Màu sắc của đội là trắng và xanh da trời.